# Erland Josephson

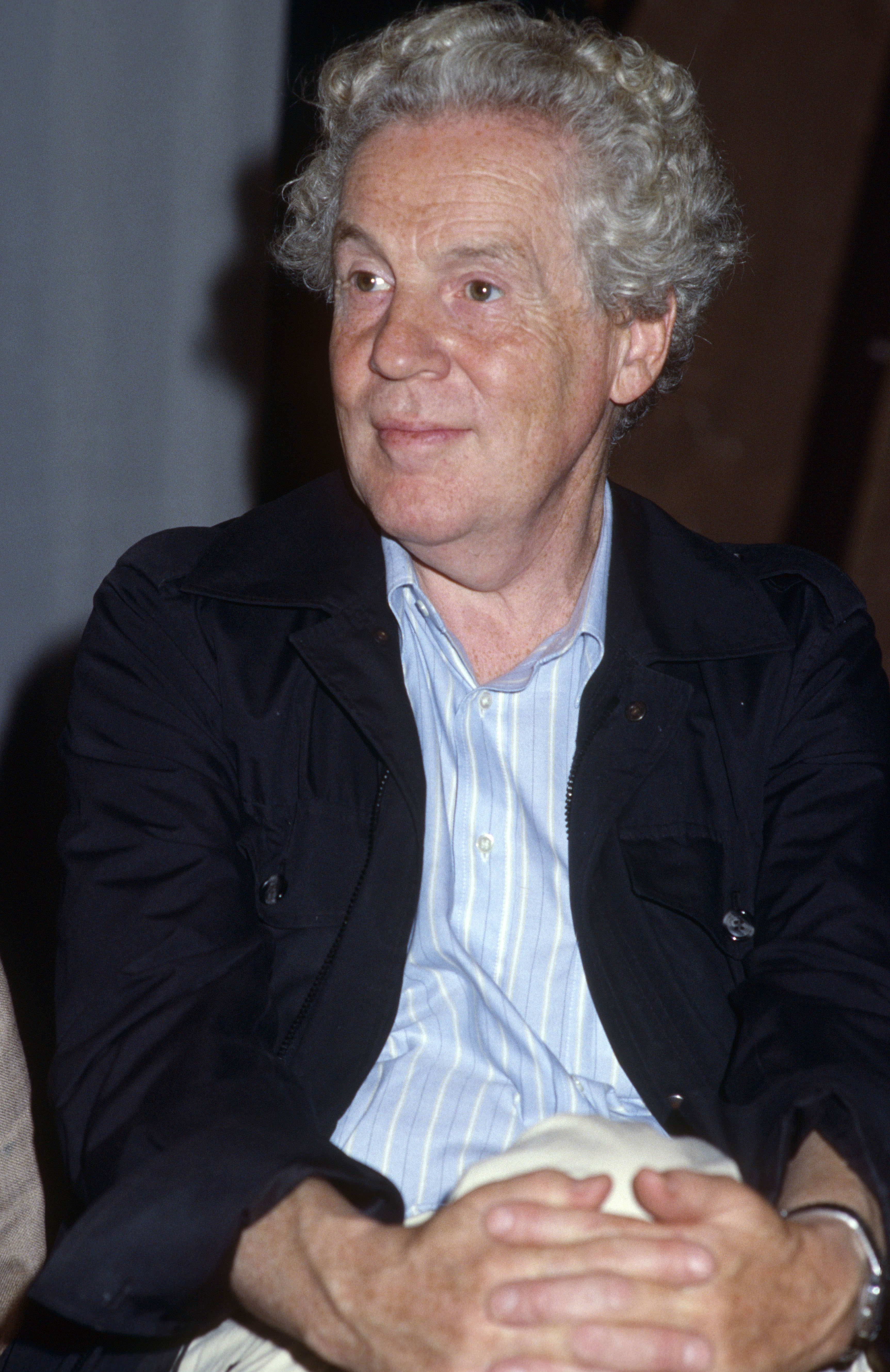
Erland Josephson (1984)

Erland Josephson (* 15. Juni 1923 in Stockholm; † 25. Februar 2012 ebenda) war ein schwedischer Schauspieler, Regisseur und Autor. Er wurde als langjähriger Darsteller in den Filmen von Ingmar Bergman international bekannt.

## Leben
Erland Josephson entstammte einer prominenten jüdischen Familie. Er war der Enkel des schwedischen Malers Ernst Josephson.
Josephson begann seine Karriere als Theaterschauspieler am Stockholmer „Studentteater“ (dt. „Studententheater“). 1945 folgte ein Engagement am Stadttheater in Helsingborg, wo er bis 1949 blieb. 1946 gab er sein Filmdebüt in einer kleinen Rolle des Ingmar-Bergman-Films Es regnet auf unsere Liebe. Von 1949 bis 1956 spielte Josephson am Stadttheater in Göteborg, dann wechselte er an das schwedische Nationaltheater Dramaten in Stockholm, das er von 1966 bis 1975 auch leitete. Ab Ende der 1950er Jahre spielte Josephson seine ersten größeren Rollen in Filmen Bergmans in Nahe dem Leben und Das Gesicht.
Josephson verfasste Gedichtbände, Romane und Theaterstücke. Gemeinsam mit Ingmar Bergman schrieb Josephson unter dem Pseudonym „Buntel Ericsson“ die Drehbücher für Alf Kjellins Film Lustgården (1961) und Bergmans Komödie Ach, diese Frauen (1964). International bekannt wurde Josephson mit Szenen einer Ehe (1973). Er bekräftigte seinen Ruf als intellektueller Schauspieler, als er die Hauptrolle in Der weiße Hai 2 mit den Worten ablehnte: „Mir sind intellektuelle Schlachten mit Liv Ullmann lieber als Schlachten mit Haien.“
1977 führte Josephson gemeinsam Regie mit Sven Nykvist und Ingrid Thulin bei dem Film Eins und eins (En och en). Unter der Regie von Andrei Arsenjewitsch Tarkowski spielte er in Nostalghia (1983) und Opfer (1986). Über die Dreharbeiten zu Opfer schrieb er das Stück Eine Nacht im schwedischen Sommer (En natt i den svenska sommaren), das als Hörspiel mit dem „Nordischen Hörspielpreis“ ausgezeichnet und auch ins Deutsche übersetzt wurde.
In seinen letzten Lebensjahren litt Josephson an der Parkinson-Krankheit, an deren Folgen er 2012 in einem Stockholmer Pflegeheim verstarb. Josephson war mehrmals verheiratet, zuletzt mit der Dramaturgin Ulla Åberg.

## Filmografie (Auswahl)

### Darsteller
- 1958: Nahe dem Leben (Nära livet) – Regie: Ingmar Bergman
- 1958: Das Gesicht (Ansiktet) – Regie: Ingmar Bergman
- 1968: Die Stunde des Wolfs (Vargtimmen) – Regie: Ingmar Bergman
- 1968: Die Mädchen (Flickorna)
- 1969: Passion (En passion) – Regie: Ingmar Bergman
- 1972: Schreie und Flüstern (Viskningar och rop) – Regie: Ingmar Bergman
- 1973: Szenen einer Ehe (Scener ur ett äktenskap) – Regie: Ingmar Bergman
- 1976: Von Angesicht zu Angesicht (Ansikte mot ansikte) – Regie: Ingmar Bergman
- 1977: Ich habe Angst (Io ho paura) – Regie: Damiano Damiani
- 1977: Jenseits von Gut und Böse – Regie: Liliana Cavani
- 1978: Eins und eins (En och en) – Co-Regie mit Sven Nykvist und Ingrid Thulin
- 1978: Herbstsonate – Regie: Ingmar Bergman
- 1979: Vergiß Venedig (Dimenticare Venezia)
- 1979: Die erste Polka
- 1980: Marmeladupproret – auch Regie
- 1981: Die Ballade von Lucy Jordan (Montenegro)
- 1982: Fanny und Alexander (Fanny och Alexander) – Regie: Ingmar Bergman
- 1983: Nostalghia (Ностальгия)
- 1983: Bella Donna – Regie: Peter Keglevic
- 1983: Nach der Probe (Efter repetitionen) – Regie: Ingmar Bergman
- 1986: Amorosa
- 1986: Opfer (Offret)
- 1986: Storm, der Schimmelreiter – Regie: Claudia Holldack
- 1988: Hanussen – Regie: István Szábo
- 1988: Die unerträgliche Leichtigkeit des Seins (The Unbearable Lightness of Being)
- 1991: Prosperos Bücher (Prospero's Books) – Regie: Peter Greenaway
- 1991: Der Ochse (Oxen)
- 1991: Zauber der Venus – Regie: István Szábo
- 1992: Sofie – Regie: Liv Ullmann
- 1995: Pakten – Regie: Leidulv Risan
- 1995: Kristin Lavransdatter – Regie: Liv Ullmann
- 1995: Der Blick des Odysseus – Regie: Theo Angelopoulos
- 1997: Dabei: Ein Clown (Larmar och gör sig till)
- 2000: Trolösa – Regie: Liv Ullmann
- 2003: Nu – Regie: Simon Staho
- 2003: Johannes XXIII. – Für eine Welt in Frieden (Il Papa Buono) – Regie: Ricky Tognazzi
- 2003: Sarabande (Saraband)  – Regie: Ingmar Bergman

### Autor
- 1961: Lustgården – Regie: Alf Kjellin
- 1964: Ach, diese Frauen (För att inte tala om alla dessa kvinnor) – Regie und Co-Autor: Ingmar Bergman

## Auszeichnungen
- 1983: Mystfest Career Award
- 1987: Guldbagge in der Kategorie Bester Hauptdarsteller für Amorosa und Opfer
- 1998: Art Film Festival Actor’s Mission Award
- 2002: Stockholm Film Festival Lifetime Achievement Award
- 2003: Montréal World Film Festival Grand Prix Special des Amériques
- 2004: Chicago International Film Festival Silver Hugo in der Kategorie Best Ensemble Acting für Dag och natt als Teil eines Ensembles
- 2004: Guldbagge-Ehrenpreis

## Nominierungen
- 1980: Goldener Bär in Berlin für Marmeladupproret